# NK Crikvenica
NK Crikvenica je hrvatski nogometni klub iz Crikvenice. U sezoni 2021./22. se natječe u 3. HNL – Zapad.

## Povijest
Tradicija nogometa u Crikvenici iznimno je duga. Na području gradića nogomet se igrao još prije Prvoga svjetskoga rata.
Klub je osnovan 1919. Nosio je ime Velebit 1919. i 1920. Od 1920. do 1923. zvao se Športski klub Liburnija. Godine 1923. mijenja ime u Hrvatski športski klub Val. To ime nosi do rujna 1930. kada mijenja ime u Crikvenički športski klub Jadran. Klupske boje 1932. bile su žuta i bijela, a adresa Gostiona Brnjak.
Zlatno doba crikveničkog nogometa bio je prijelaz 1950-ih u 1960-te godine. Crikvenica je tad bila u gornjem domu druge lige i imala je brojne navijače koji su ju pratili. Prve je nogometne korak u tom vremenu napravio Vladimir Lukarić, vrsno desno krilo, koje je poslije zaigralo za Rijeku čiji je bio prvi državni reprezentativac u povijesti.
Stota obljetnica obilježena je kroz nekoliko događaja. Odigrali su utakmicu hrvatske protiv reprezentacije do 21 i turnir stogodišnjaka. Povodom stoljeća kluba 7. listopada 2019. odigrali su utakmicu protiv splitskog Hajduka, u organizaciji Hrvatskoga nogometnoga saveza i NK Crikvenice. Utakmica kojom se proslavlja stoljeća kluba je i ona protiv susjeda Rijeke koju su odigrali 22. listopada 2019. godine.
Priprema se velika klupska monografija koja će na jednome mjestu obuhvatiti razvoj nogometa u Crikvenici, podsjetiti na nogometaše koji su obilježili pojedina razdoblja i na poseban način zahvaliti svima koji su na neki način doprinijeli djelovanju kluba.

## Poznati igrači
- Vladimir Lukarić
- Milan Ružić
- Mate Brajković
- Rene Komar
- Ratko Kremenović
- Dalibor Starčević
- Miroslav Vukić
- Ivan Butorac
- Jasmin Samardžić
- Sebastijan Antić
- Ennio Travaglia

## Vanjske poveznice
- Službene stranice (arhiv)
- Facebook
- Facebook
- Grad Crikvenica  Arhivirana inačica izvorne stranice od 12. veljače 2021. (Wayback Machine) NK Crikvenica